# Paolo Ferrari
Paolo Ferrari (Brüsszel, Belgium, 1929. február 26. – Róma, 2018. május 6.) olasz színész.

## Élete
Ferrari 1929-ben Brüsszelben született, mivel apja volt az olasz konzul Kongóban, és családjával éppen Belgiumban volt diplomáciai képviseleten. Édesanyja, Giulietta koncertzongorista volt. Színészként 9 éves korában debütált Alessandro Blasetti Ettore Fieramosca című filmjében, és 1938 és 2018 között több mint 45 filmben szerepelt. Először "balilla Paolo" néven vált ismertté, aki a fasiszta korszakban számos gyermekeknek és tinédzsereknek szóló rádióműsorban játszott. A háború után a Silvio’Amico Színművészeti Akadémián tanult. Élete egyik utolsó fontosabb szerepét a Gőg című sorozatban alakította.

## Fontosabb filmjei
- Totò cerca pace (1954)
- Susanna tutta panna (1957)
- Aranylábak (Legs of Gold) (1958)
- Le signore (1960)
- Akiko (1961)
- I don giovanni della Costa Azzurra (1962)
- Le voci bianche (1964)
- Lo scippo (1965)
- Pronto... c'è una certa Giuliana per te (1967)
- Io, Emmanuelle (1969)
- Tutti gli anni una volta l'anno (1994)